# Paul Murdin
Paul Geoffrey Murdin (5 de enero de 1942) es un astrónomo británico. Identificó el primer candidato claro a agujero negro, Cygnus X-1, con su colega Louise Webster.

## Biografía
Estudió Matemáticas y Física en las universidades de Oxford y Rochester. En 1962, realizó un curso residencial de verano de ocho semanas de duración para apoyar a los investigadores del Real Observatorio de Greenwich, en Herstmonceux, y al final recibió una oferta del Astrónomo Real, Richard Woolley. Se marchó a estudiar un doctorado en Rochester y regresó a Greenwich en 1970 como becario de investigación. Durante su contrato de tres años allí, se preguntó qué podía aportar para averiguar la procedencia de las potentes fuentes de rayos X cósmicas que se habían detectado recientemente, en particular Cygnus X-1. Después de haber realizado infructuosas búsquedas de variaciones de luz y espectros inusuales entre los cientos de estrellas que se encontraban dentro del área de incertidumbre posicional de la fuente de rayos X, se encontró una radioestrella que coincidía con una estrella HDE226868. Decidió, junto con Louise Webster, investigar si la estrella era una estrella binaria, posiblemente con uno de los pares siendo la fuente de rayos X así como una fuente de radio, pero no siendo visible. Midieron el efecto Doppler para descubrir que HDE226868 era una estrella binaria con una órbita de 5,6 días que orbitaba alrededor de una compañera invisible, presumiblemente la fuente de los rayos X, y que calcularon que tenía ciertamente más de 2,5 y probablemente más de 6 masas solares. Una estrella así no puede ser una enana blanca o una estrella de neutrones y supusieron que este cuerpo era un agujero negro. Junto con la australiana Louise Webster, presentó un artículo con un lenguaje «modesto» a Nature, mencionando únicamente el término «agujero negro» en la frase final. Woolley era bastante conservador en sus puntos de vista sobre la astronomía, y consideraba los agujeros negros como algo «fantasioso» (también se le conoce por desestimar la exploración espacial en la investigación como «una absoluta tontería»). El astrónomo Charles Thomas Bolton publicó entonces un artículo con una conclusión similar al de Murdin y Webster, y más astrónomos siguieron su ejemplo. El descubrimiento ayudó a ambos a asegurar su futuro empleo.
Junto con Webster, fue uno de los primeros astrónomos del personal del Telescopio Anglo-Australiano y continuó con sus descubrimientos utilizando técnicas similares. Regresó al Real Observatorio de Greenwich y trabajó en el desarrollo del observatorio británico-holandés de La Palma España, ahora llamado Grupo de Telescopios Isaac Newton, parte del conjunto de grupos y telescopios que forman el Observatorio Astrofísico Roque de Los Muchachos. Murdin fue el primer jefe de operaciones del Grupo de Telescopios Isaac Newton hasta 1987. Después ocupó diversos puestos de responsabilidad como director del Real Observatorio de Edimburgo de 1991 a 1993, miembro del Consejo de Investigación de Física de Partículas y Astronomía, planificando y desarrollando la política de investigación espacial del Reino Unido, presidió la Sociedad Astronómica Europea y fue Tesorero de la Real Sociedad Astronómica, a la que había accedido por primera vez como miembro junior con 17 años pasando a ser miembro de pleno derecho en abril de 1963. Durante el tiempo que permaneció activo en la Sociedad aumentó el número de miembros, se estableció su programa de divulgación pública y su revista se convirtió en la más destacada a nivel mundial. Presidió varios comités de la Unión Astronómica Internacional (UAI).
Es autor y editor de libros académicos y de divulgación sobre astronomía y ha escrito para muchas revistas y periódicos, además de aparecer regularmente en programas de televisión y radio. Actualmente, jubilado y residente en Cambridge, es profesor visitante en la Universidad John Moores de Liverpool, Senior Fellow Emeritus en el Instituto de Astronomía de Cambridge y Senior Member en el Wolfson College.

## Premios y reconocimientos
Entre los premio y reconocimientos obtenidos a lo largo de su carrera se encuentran su nombramiento como Oficial de la Orden del Imperio Británico (1988), premio de la Real Sociedad Astronómica por sus servicios a la astronomía (2011), Premio Eric Zucker de la Federación de Sociedades Astronómicas por su labor divulgativa entre los astrónomos aficionados (2012), así como el bautismo del asteroide 128562, descubierto en 2004 por astrónomos de Arizona, como «Murdin» por la Unión Astronómica Internacional.

## Libros
Una relación más exhaustiva de sus publicaciones se puede encontrar en las bases de datos que figuran al pie del artículo en el control de autoridades.
- Secrets of the Universe, Paul Murdin, Published by Thames and Hudson Ltd 2020-02-20, London (2020) {ISBN 9780500295199
- Universe: Exploring the Astronomical World, Kirsty Schaper, Paul Murdin and David Malin, Published by Phaidon Inc Ltd (2019), ISBN 9781838660154
- The Secret Lives of Planets: A User's Guide to the Solar System, Paul Murdin, Published by Hodder & Stoughton (2019) ISBN 9781529319415
- Rock Legends, Paul Murdin, Published by Springer (2016), ISBN 9783319318356
- The History of Astronomy: discovering the universe, Paul Murdin, Published by Sevenoaks (2015) ISBN 9781781773529
- Planetary Vistas : The Landscapes of Other Worlds, Paul Murdin, Published by Springer 2015-06 (2015) ISBN 9783319152417
- Are We Being Watched?: The Search for Life in the Cosmos, Paul Murdin, Published by Thames and Hudson Ltd (2013) ISBN 9780500516713
- Mapping the Universe : the Interactive History of Astronomy, Paul Murdin, Published by London: Sevenoaks Publishing (2011)
- Full Meridian of Glory: Perilous Adventures in the Competition to Measure the Earth, Paul Murdin, Published by Springer, New York (2009), ISBN 9780387755335
- Secrets of the Universe: How We Discovered the Cosmos, Paul Murdin, Published by University Of Chicago Press (2009), ISBN 9780226551432
- The Firefly Encyclopedia of Astronomy, Margaret Penston; Editor-Paul Murdin, Published by Firefly Books (2004) ISBN 9781552977972
- Encyclopedia of astronomy and astrophysics, editor-in-chief Paul Murdin, Published by IoP Publishing Bristol (2001), ISBN 0333750888
- End in Fire: The Supernova in the Large Magellanic Cloud, Paul, Murdin, Published by Cambridge University Press (1990) ISBN 9780521374958
- Supernovae, Paul Murdin and Lesley Murdin, Published by Cambridge University Press, (1985)
- Colours of the Galaxies, David Malin & Paul Murdin Published by PROMOTIONAL REPRINT COMPANY (1984) ISBN 9781856481267
- Supernovae, Paul Murdin and Lesley Murdin, Published by Cambridge University Press, Cambridge, UK (1985) ISBN 9780521300384
- Colours of the Stars, Paul Murdin, (1984) ISBN 9780521257145
- Catalogue of the Universe, Paul Murdin & David Allen, Published by Cambridge University (1979) ISBN 9780521228596
- The New Astronomy: Black holes, white dwarfs, pulsars quasars, and supernovae, how the new astronomy is changing our concepts of the universe, Paul and Lesley Murdin, Published by Reference International (1978)
- The Astronomer's Telescope, Patrick Moore and Paul Murdin, Published by Brockhampton Press, Leicester (1962)